# Uta di Ballenstedt (statua)
La Uta di Ballenstedt, nota anche come Uta di Naumburg, è una scultura in pietra eseguita intorno al 1245–1250 dal Maestro di Naumburg. Raffigura la margravia Uta di Ballenstedt (circa 1000–1046), moglie del margravio Ekkehard II di Meißen, ed è parte del ciclo dei donatori (Naumburger Stifterfiguren) nel duomo di Naumburg. È considerata uno dei vertici della scultura gotica tedesca.

## Storia
La statua fu realizzata durante i lavori per il coro occidentale della cattedrale, affidati al Maestro di Naumburg, attivo anche a Magonza e Metz. Il ciclo di cui fa parte, composto da dodici figure a grandezza naturale, raffigura i fondatori laici del vescovado di Naumburg-Zeitz, sebbene la loro commemorazione scolpita avvenisse oltre due secoli dopo la loro epoca storica.

## Descrizione
La figura, alta circa 180 cm, è scolpita in arenaria e conservava originariamente una vivace policromia. Uta è ritratta in piedi, con un mantello pesante che solleva con la mano destra fino al mento, quasi a chiudersi nel colletto alto. Indossa una cuffia che copre i capelli e una corona decorata, simbolo del suo rango. Lo sguardo è distaccato, diretto lateralmente, con espressione composta e malinconica. Il busto è in torsione appena accennata.
In origine la statua era interamente dipinta. Tracce della policromia originale sono ancora visibili nonostante gli interventi successivi.

## Stile
La scultura, la più nota del ciclo di statue dei donatori, si distingue per l'equilibrio tra osservazione naturalistica e idealizzazione formale. Il volto e il gesto del mantello suggeriscono introspezione e dignità aristocratica, mentre il panneggio, il portamento e la costruzione volumetrica della figura esprimono un'evoluzione matura del linguaggio gotico. Se il Maestro di Naumburg dimostra di saper fondere elementi della scultura gotica francese con una profonda sensibilità psicologica, rendendo ogni figura del ciclo dei donatori unica, in Uta egli coniuga l'idealizzazione tipica della ritrattistica cortese con una straordinaria capacità di osservazione fisiognomica e psicologica. Il volto di Uta diventa così una sorta di paradigma estetico della bellezza medievale: distaccata, austera, ma vibrante di presenza interiore.
Uta è tra le figure più emblematiche del naturalismo gotico tedesco. La tensione tra movimento e compostezza, tra astrazione e concretezza, diventa uno dei tratti salienti dello stile dell'autore.

## Fortuna critica
Riscoperta in epoca romantica, la figura di Uta ha conosciuto una fortuna iconografica straordinaria. Nell'Ottocento venne celebrata da critici come Franz von Reber e Georg Dehio, mentre nel XX secolo è divenuta icona dell'identità estetica tedesca. La sua immagine è stata riprodotta in manuali scolastici, mostre e persino nella cultura popolare.
Durante il regime nazionalsocialista, la figura di Uta fu promossa come simbolo della bellezza ariana, rappresentazione ideale della nobiltà germanica. La fotografia della statua fu proposta come emblema della vera arte tedesca in contrapposizione alla cosiddetta arte degenerata, ed esposta come modello positivo in mostre ufficiali come quella del 1937 a Monaco. In quella sede, tra le circa seicento opere moderne additate come negative, Uta compariva come l'unico esempio di arte autentica e nobile, l'"angelo fra i demoni", idealizzata come "guardiana della cultura tedesca".
La sua immagine fu utilizzata anche nella propaganda visiva del regime nazista, dove fu elevata a simbolo della purezza e nobiltà germanica. Uta comparve brevemente nel film di propaganda Der ewige Jude (L'ebreo errante) del 1940, in una sequenza in cui, insieme al Cavaliere di Bamberga, rappresentava l'ideale della bellezza ariana contrapposto all'arte degenerata.
Nel corso del XX secolo la statua di Uta ha assunto un ruolo iconico nella cultura tedesca ed è stata riscattata dalla critica storico-artistica per il suo valore autonomo. Sono celebri le parole di Umberto Eco: «Se mi chiedessero con quale donna della storia dell'arte vorrei cenare e passare una serata, al primo posto, davanti a tutte le altre, ci sarebbe Uta di Naumburg». Studi del XXI secolo hanno riletto Uta e le altre statue del ciclo di Naumburg non solo come ritratti, ma anche come manifestazioni di valori spirituali e politici propri del XIII secolo.
Un'ipotesi largamente circolata, ma non documentata, è quella secondo cui la figura della regina Uta avrebbe ispirato il personaggio della Regina cattiva (Grimilde) nel film Biancaneve e i sette nani di Walt Disney del 1937. Non esistano prove documentali che confermino un legame diretto tra la scultura e il film, a parte la somiglianza con Grimilde nel volto, stretto dalla cuffia e coronato, e nel profilo austero e regale.
L'ipotesi viene accolta e rilanciata da fonti divulgative e siti culturali, così come dalla comunità Disney stessa, che indica la possibilità di un riferimento alla statua nel design del personaggio.